# Авер Мабіл
Авер Мабіл (англ. Awer Mabil, нар. 15 вересня 1995, Какума) — австралійський футболіст південносуданського походження, фланговий півзахисник іспанського «Кадіса» та національної збірної Австралії.

## Клубна кар'єра
Народився 15 вересня 1995 року в місті Какума на північному заході Кенії в родині вихідців з Південного Судану. 2006 року родина переїхала до Австралії. Там футболіст займався футболом в академії невеличкого клубу «Плейфорд Сіті», а 2011 року займався в Національному навчальному центрі Федерації футболу Південної Австралії. По його завершенні у 2012 році став грати за клуб «Кемпбелтаун Сіті» у Суперлізі Південної Австралії.
На початку 2013 року Мабіл перейшов у клуб вищого дивізіону «Аделаїда Юнайтед». 11 січня в матчі проти «Перт Глорі» він дебютував у А-Лізі. У тому ж році Мабіл був визнаний найкращим молодим футболістом чемпіонату. 1 лютого 2014 року в поєдинку проти «Веллінгтон Фенікс» Авер забив свій перший гол за «Аделаїду». У 2014 році він допоміг команді виграти дебютний розіграш Кубка Австралії. Загалом за два з половиною сезони взяв участь у 44 матчах чемпіонату
В липні 2015 року Мабіл за 1,3 млн. австралійських доларів перейшов в данський «Мідтьюлланд». 16 жовтня у матчі проти «Раннерса» він дебютував у місцевій Суперлізі, замінивши у другому таймі Даніеля Роєра. А вже 22 жовтня Мабіл дебютував і у єврокубках, вийшовши на 73-й хвилині домашнього матчі Ліги Європи проти «Наполі», замінивши Міккеля Дуелунда.
Втім основним гравцем Авер не став, зігравши у першому сезоні лише 9 ігор в усіх турнірах, тому наступні да роки провів в оренди, виступаючи спочатку за «Есб'єрг», а наступний сезон 2017/18 — за португальський «Пасуш ді Феррейра». При цьому обидві команди за участі Мабіла не змогли утриматись у вищих дивізіонах своїх країн.
Повернувшись влітку 2018 року в «Мідтьюлланд», він нарешті зміг стати основним гравцем команди і 26 серпня в матчі проти «Раннерс» Авер забив свій перший гол за клуб.. Станом на 7 січня 2019 року відіграв за команду з Гернінга 16 матчів в національному чемпіонаті.
У лютому 2022 року гравця було передано в оренду клубу «Касимпаша». У травні 2022 року футболіст підписав контракт на чотири сезони з іспанським ФК «Кадіс».

## Виступи за збірні
У 2014 році в складі юнацької збірної Австралії до 19 років Авер взяв участь в юнацькому Кубку Азії в М'янмі. На турнірі він зіграв у всіх трьох матчах своєї збірної проти команд ОАЕ, Індонезії та Узбекистану, але австралійці не вийшли з групи.
Згодом протягом 2014—2017 років залучався до складу молодіжної збірної Австралії. На молодіжному рівні зіграв у 15 офіційних матчах, забив 4 голи.
15 жовтня 2018 року дебютував в офіційних іграх у складі національної збірної Австралії в товариському матчі проти збірної Кувейту. У цьому ж поєдинку він забив свій перший гол за національну команду.
Незабаром Мабіл був включений до складу збірної на Кубок Азії 2019 року в ОАЕ. 11 січня, на 20 хвилині гри, забив другий гол своєї команди у другому матчі групового етапу у ворота збірної Палестини, завдяки чому австралійці здобули першу перемогу на турнірі з рахунком 3:0.
| Дата       | Місто         | Господарі | Результат | Гості          | Турнір                     | Голи | Примітки |
| ---------- | ------------- | --------- | --------- | -------------- | -------------------------- | ---- | -------- |
| 15-10-2018 | Ель-Кувейт    | Кувейт    | 0 – 4     | Австралія      | товариський матч           | 1    | 73'      |
| 17-11-2018 | Брисбен       | Австралія | 1 – 1     | Південна Корея | товариський матч           | -    | 55'      |
| 20-11-2018 | Сідней        | Австралія | 3 – 0     | Ліван          | товариський матч           | -    | 66'      |
| 30-12-2018 | Дубай (місто) | Оман      | 0 – 5     | Австралія      | товариський матч           | 1    | 83'      |
| 6-1-2019   | Аль-Айн       | Австралія | 0 – 1     | Йорданія       | Кубок Азії 2019 - 1-й етап | -    |          |
| 11-01-2019 | Дубай (місто) | Палестина | 0 – 3     | Австралія      | Кубок Азії 2019 - 1-й етап | 1    | 88'      |
| Усього     |               | Матчів    | 6         |                | Голів                      | 3    |          |

## Титули і досягнення
- Володар Кубка Австралії (1):

«Аделаїда Юнайтед»: 2014
- Володар Кубка Данії (1):

«Мідтьюлланн»: 2018-19
- Чемпіон Данії (1):

«Мідтьюлланн»: 2019-20
- Чемпіон Чехії (1):

«Спарта»: 2022-23